# Muhafızgücü Ankara
Muhafızgücü Spor Kulübü war ein türkischer Sportverein aus Ankara. Muhafızgücü SK wurde auf Anweisung von Mustafa Kemal Atatürk am 18. Juli 1920 gegründet. Zuerst hieß der Verein Muhafız Alayı und der erste Vereinspräsident wurde Leutnant İsmail Hakkı Bey, ihre Heimspiele trugen die Rot-Weißen ab dem Jahr 1936 im Ankara 19 Mayıs Stadı aus. Der Verein wurde im Jahr 1981 aufgelöst. 
Der größte Erfolg im Fußball war der Titel in der türkischen Meisterschaft 1927, die jedoch vom türkischen Fußballverband nicht offiziell anerkannt wird. Des Weiteren gewann die Fußballmannschaft von 1925 bis 1929 fünf Mal die Ankara-Stadtmeisterschaft.
Außer der Fußballabteilung gab es die Sportarten Leichtathletik, Reiten, Radsport, Polo, Volleyball und Basketball.

## Erfolge

### Basketball
- Basketbol Süper Ligi

Meister (1): 1973–74
- Türkischer Basketballpokal

Finalist (2): 1966/67, 1967/68

### Fußball
- Türkiye Futbol Şampiyonası

Meister (1): 1927
- Ankara Fußball-Liga

Meister (5): 1924/25, 1925/26, 1926/27, 1927/28, 1928/29
- Türkische Amateurmeisterschaft

Meister (2): 1957, 1970

### Volleyball
- Türkische Volleyball-Liga

Meister (1): 1974/75
- Türkische Volleyball-Meisterschaft

Meister (2): 1968, 1969
Vizemeister (2): 1965, 1967